# NGC 376
NGC 376 (również ESO 29-SC29) – gromada otwarta znajdująca się w gwiazdozbiorze Tukana. Odkrył ją James Dunlop 2 września 1826 roku. Gromada ta znajduje się w Małym Obłoku Magellana.